# Coenosia antennalis
Coenosia antennalis är en tvåvingeart som beskrevs av Stein 1898. Coenosia antennalis ingår i släktet Coenosia och familjen husflugor. Inga underarter finns listade i Catalogue of Life.